# Tournous-Devant
Tournous-Devant è un comune francese di 122 abitanti situato nel dipartimento degli Alti Pirenei nella regione dell'Occitania.

## Società

### Evoluzione demografica
Abitanti censiti